# Latium
Latium (italienisch Lazio) ist eine Region auf der Apenninhalbinsel in Mittelitalien mit 5.714.745 Einwohnern (Stand: 31. Dezember 2023). Wichtigste Stadt in Latium ist die italienische Hauptstadt Rom. Die Gebietsbezeichnung gab es schon im Altertum, aber die Grenzen Latiums haben sich im Lauf der Jahrhunderte an verschiedenen Stellen verschoben.

## Lage
In der Antike wurde unter Latium nur das ungefähr rechteckige Gebiet zwischen Tiber, Sabiner Bergen, Sinuessa (heutiges Mondragone) und Tyrrhenischem Meer verstanden.
Das heutige Latium liegt etwa auf halber Höhe des „italienischen Stiefels“ an seiner Westküste am Tyrrhenischen Meer, das einen Teil des Mittelmeers darstellt. Die nördlichste Stadt ist Acquapendente, die südlichste Gaeta. Auf dem Land ist Latium (in der Reihenfolge von Norden nach Süden) umgeben von den Regionen Toskana, Umbrien, Marken, Abruzzen, Molise und Kampanien.

## Geographie
Geologisch besteht Latium aus drei Landschaftsarten.
- Das Kalkgebirge der Abruzzen im Osten Latiums geht in die gleichnamige Region über. Es nimmt einen großen Teil der Provinz Rieti ein. Darin befindet sich der höchste Berg Latiums, der 2458 Meter hohe, zu den Monti della Laga zählende Monte Gorzano. Diesem vorgelagert sind die Sabiner Berge, die Monti Lucretili, die Monti Ernici und die Monti della Meta. In der Regel verläuft die Achse der Gebirge in Nordwest-Südost-Richtung. Das gilt auch für die südöstlich von Rom gelegenen Gebirgszüge der Monti Lepini, der Monti Ausoni und der Monti Aurunci. Geologisch gehören auch die allein stehenden Berge, der Monte Soratte im Tibertal und der Monte Circeo an der Küste, zu den Kalkgebirgen.

- Demgegenüber wird das Hügelland im Nordwesten der Tuscia vom Tuff geprägt, einem Gestein, das vulkanischen Ursprungs ist und überwiegend aus verfestigter Vulkanasche besteht. Häufig hat der Tuff tief eingeschnittene Canyons hervorgebracht. Aus ihm heraus ragen die Monti Volsini am Bolsenasee, die Monti Cimini um den Vicosee und die Monti Sabatini um den Braccianosee. Sie sind verwitterte Calderen erloschener Vulkane, ebenso wie die Albaner Berge östlich von Rom. In diesem Gebirgszug liegen die beiden Kraterseen Albaner See und Nemisee.

- Die Ebenen machen einen kleineren Teil Latiums aus. Das sind die Maremma laziale, die von der Toskana bis zu den Tolfabergen reicht, das Mündungsgebiet des Tiber südwestlich von Rom sowie die Pontinische Ebene, deren Sümpfe erst in den 1930er Jahren trockengelegt wurden. Ihr sind die Pontinischen Inseln vorgelagert.

Die meisten Flüsse – so der Tiber mit seinem Nebenfluss, dem Aniene, der Marta und der Garigliano mit seinen Nebenflüssen Liri und Sacco – fließen ins Tyrrhenische Meer. Lediglich der in den Monti della Laga entspringende Tronto mündet in die Adria.

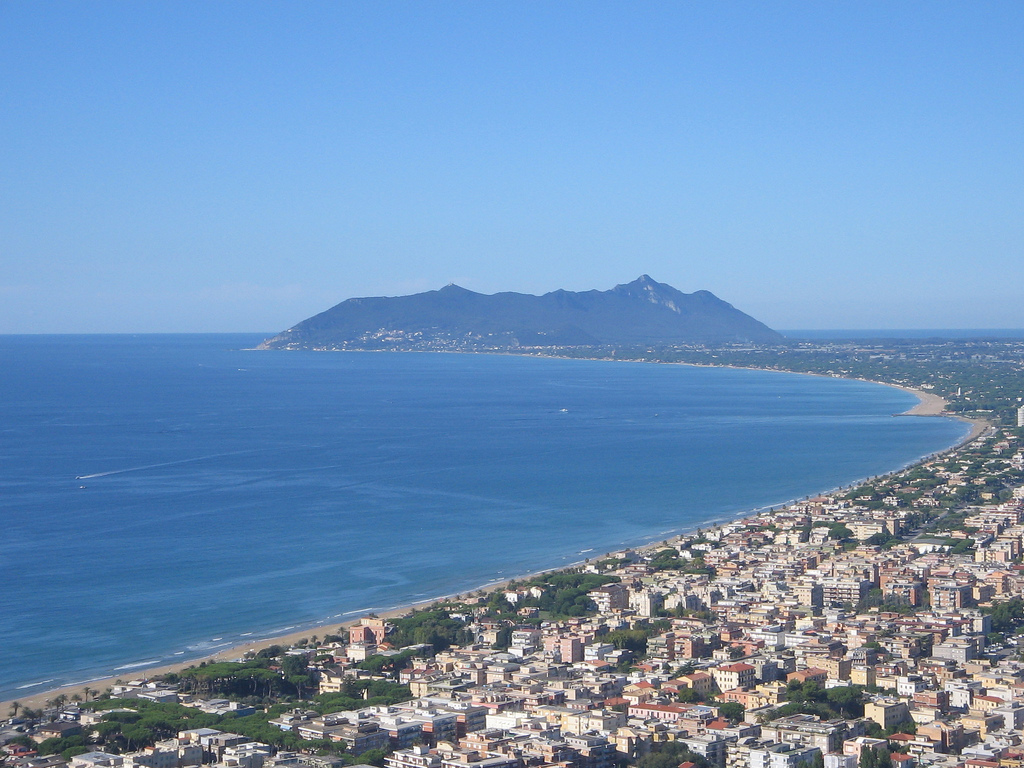
Monte Circeo
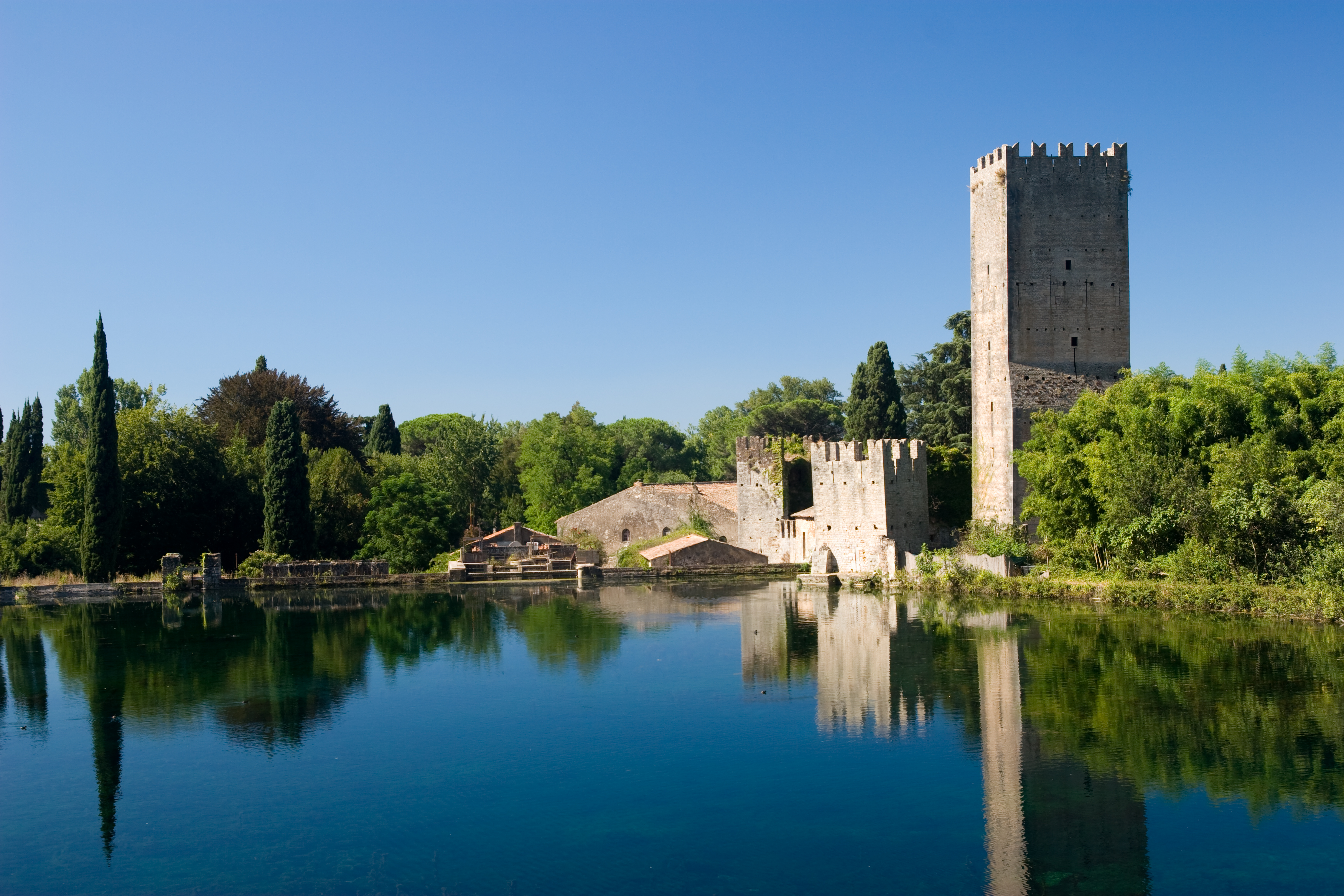
Park von Ninfa
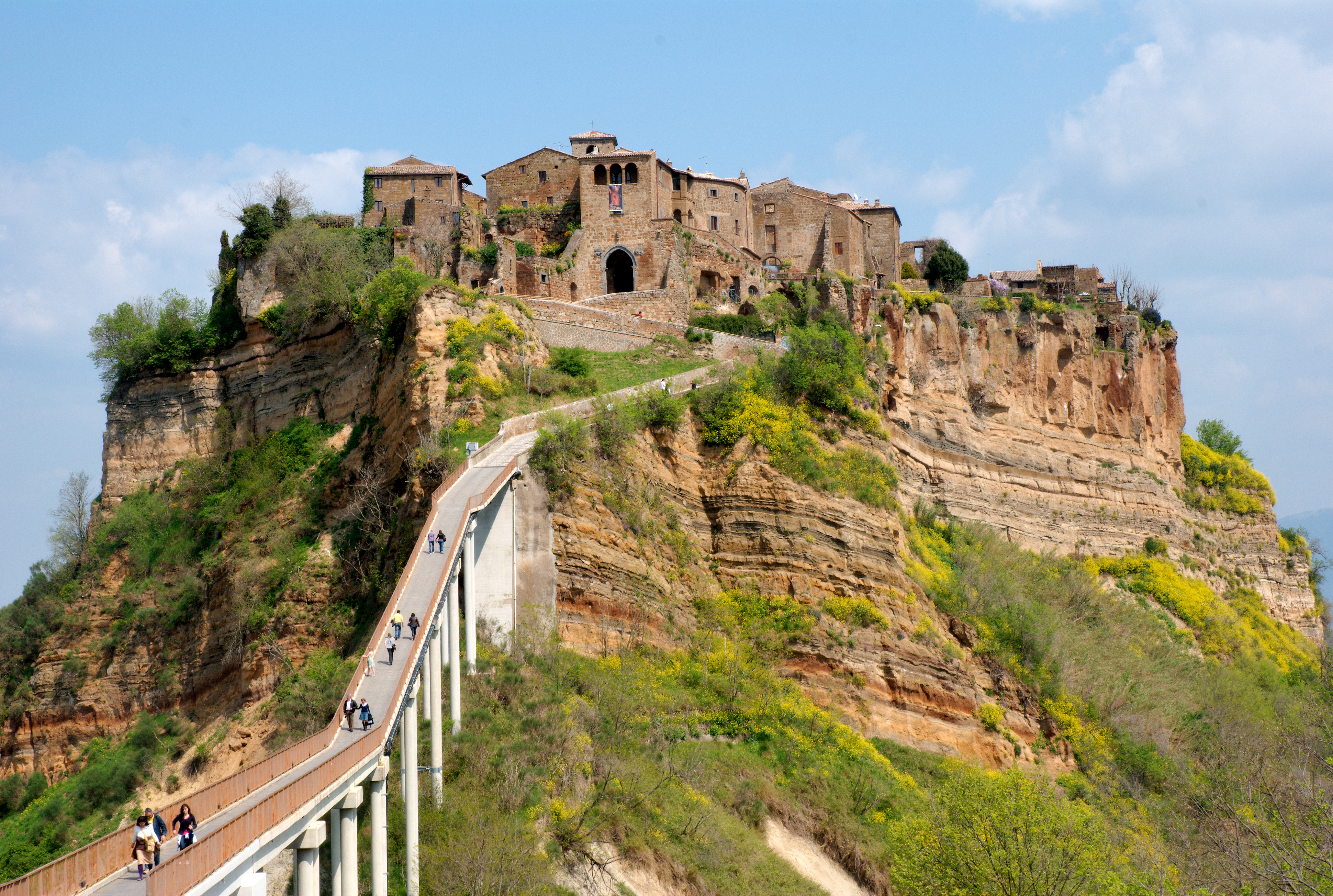
Civita di Bagnoregio
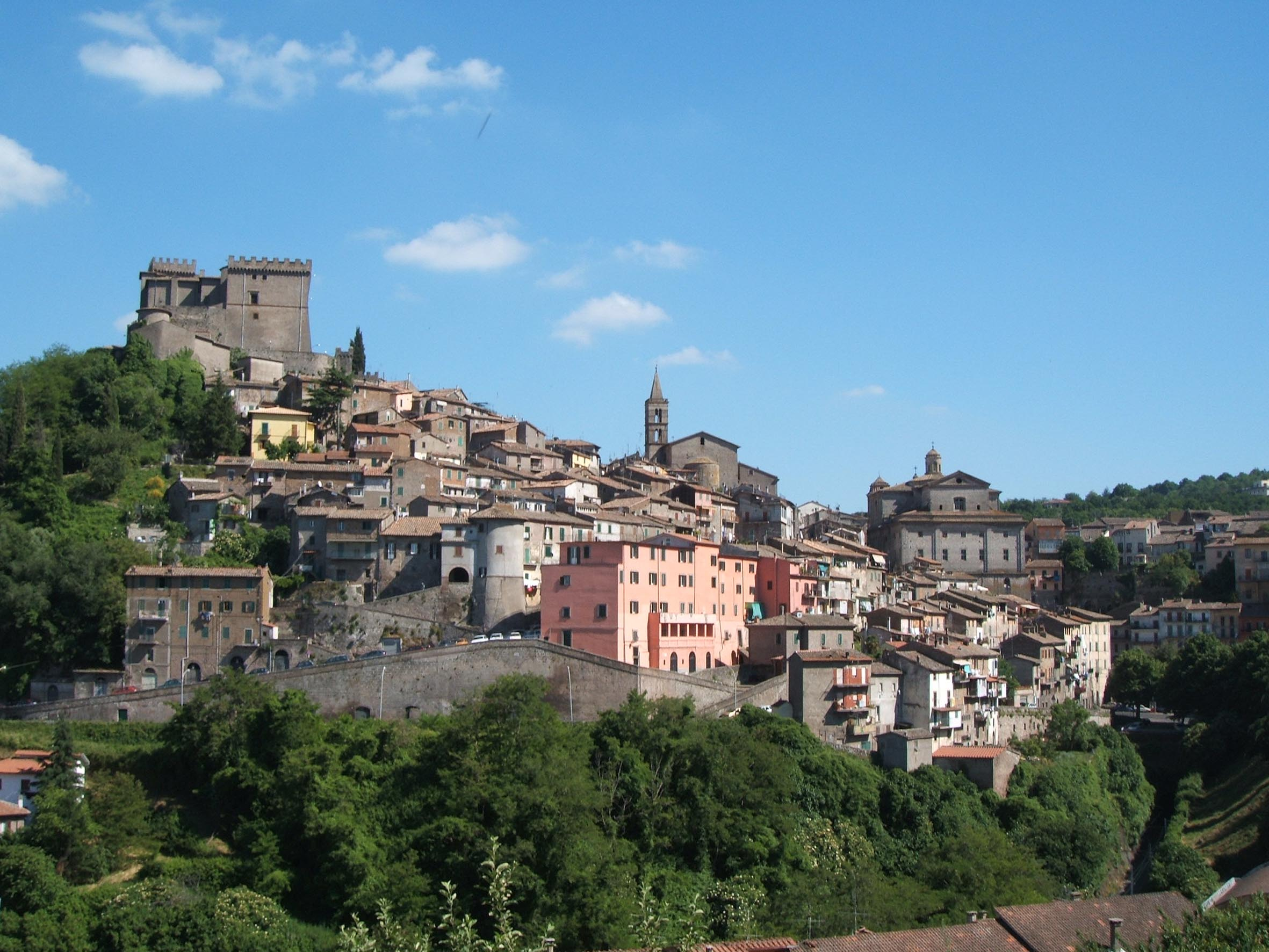
Soriano nel Cimino
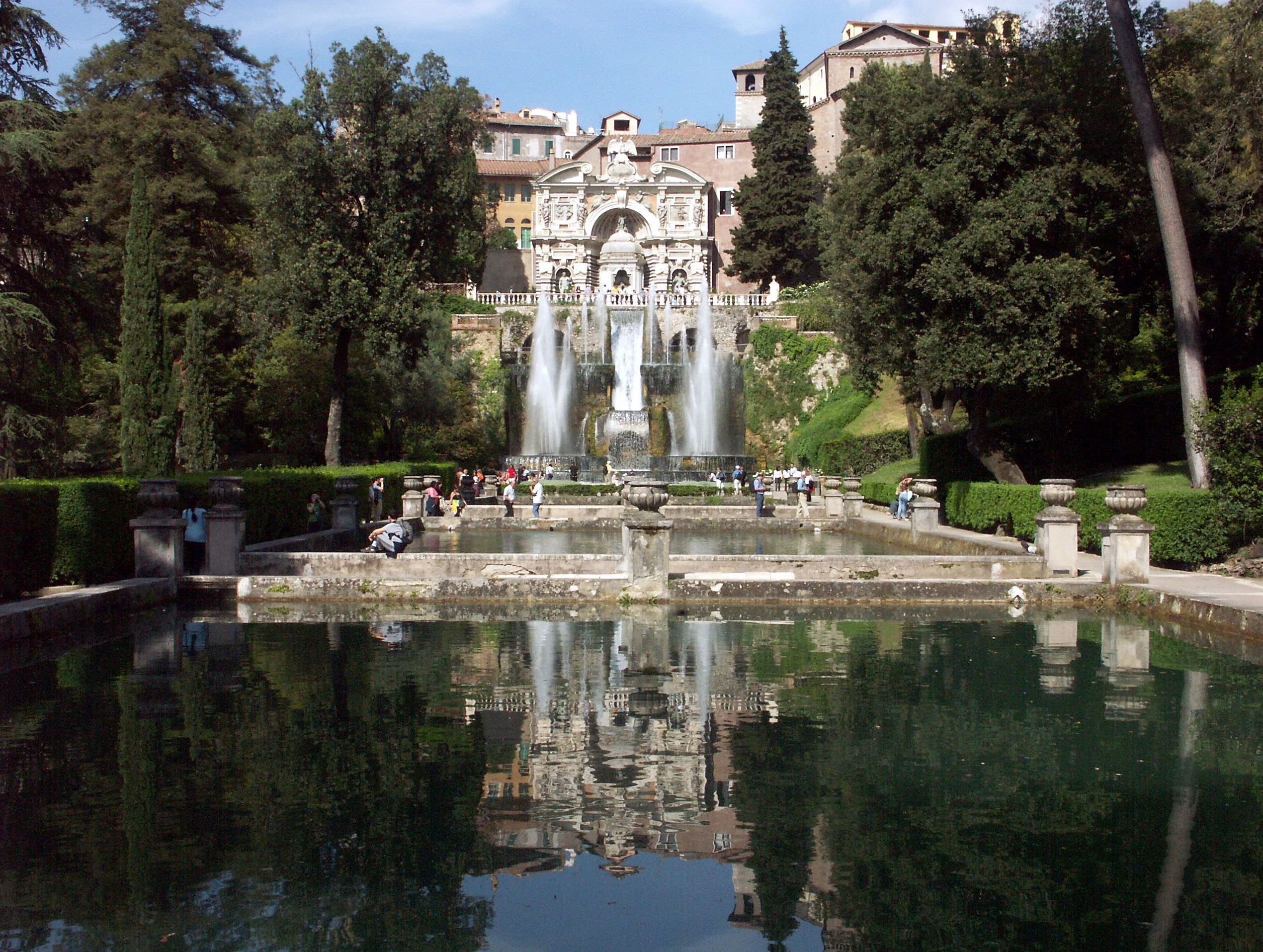
Villa d’Este in Tivoli
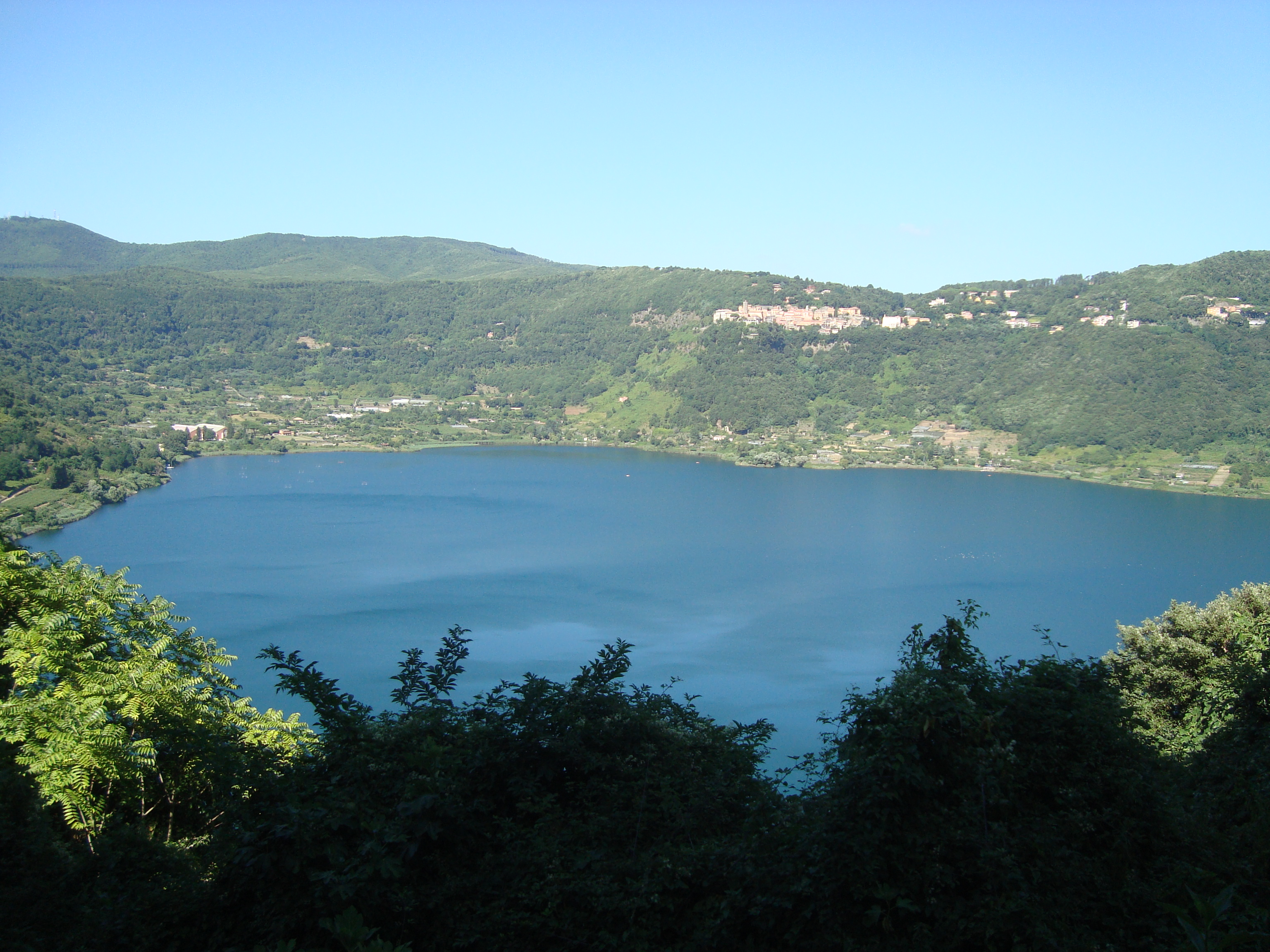
Nemisee
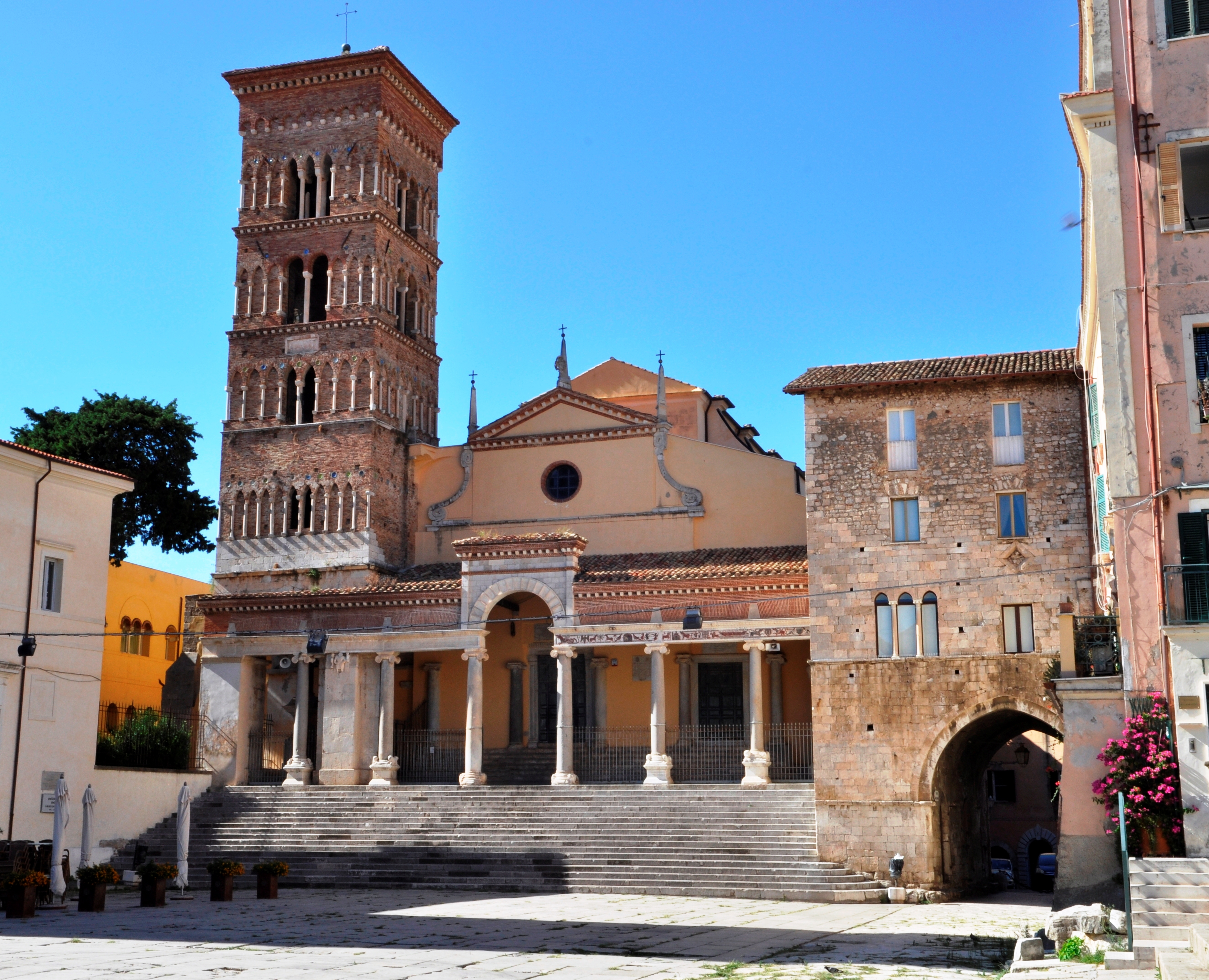
Dom von Terracina
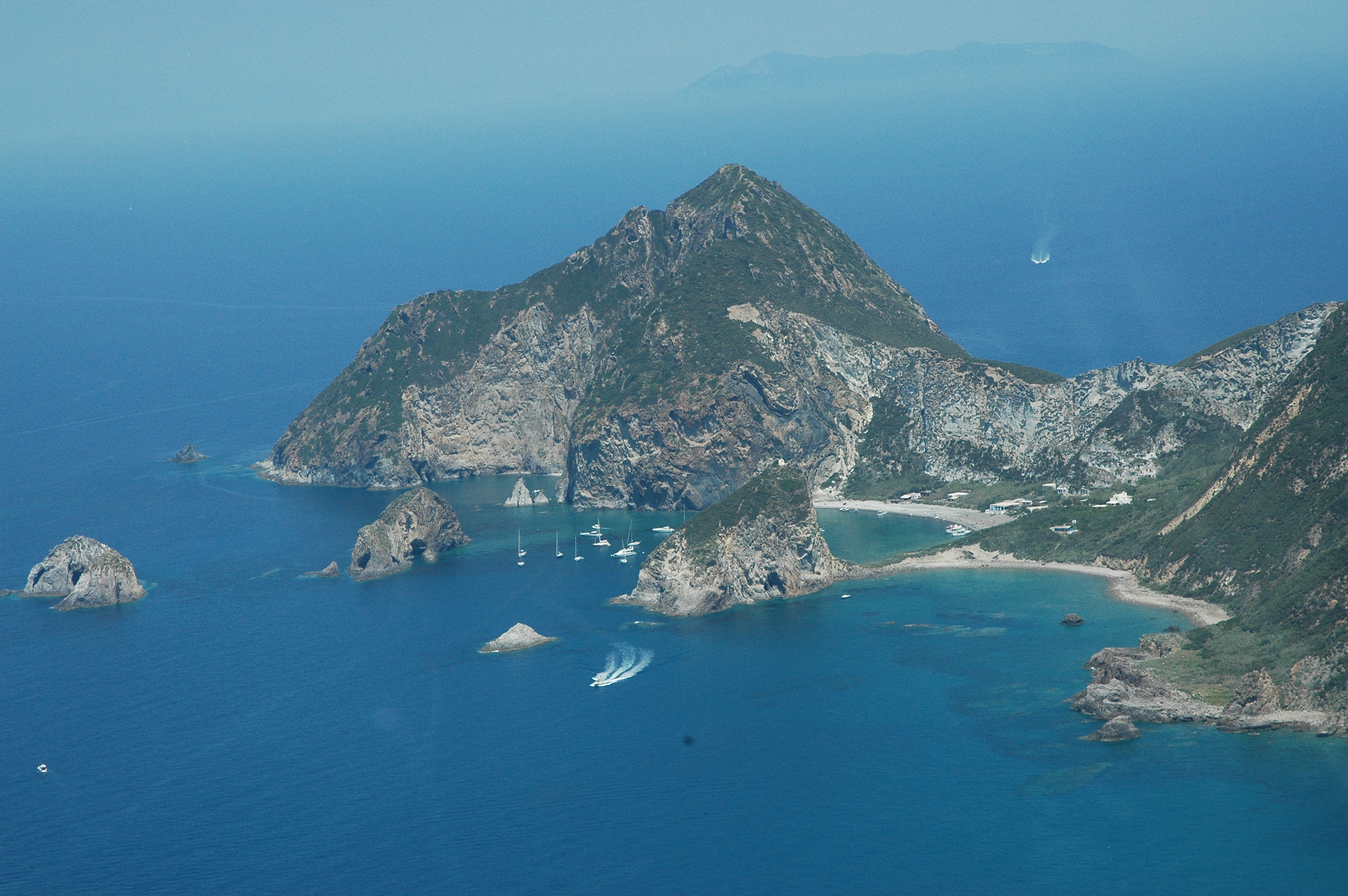
Pontinische Inseln

## Geschichte

Das Vermarktungslogo der Region Latium

Im 6. Jahrhundert v. Chr. siedelten in Latium die Latiner. Im Zweiten Latinerkrieg von 340 bis 338 v. Chr. unterwarf Rom es und das Gebiet wurde zum Kern des Römischen Reiches. Nach dessen Untergang gehörte Latium bis 493 n. Chr. zum italienischen Königreich des Odoaker, 536 wurde es vom Oströmischen Reich erobert. 755 ging die Region als Lehen des Königs der Franken an den Papst, es wurde zum Kerngebiet des sich zu bilden beginnenden Kirchenstaates. Bei der Teilung des Frankenreiches im Jahr 843 fiel dieser an das Königreich Italien, erlangte aber bald wieder völlige Unabhängigkeit. Im Zuge des Italienfeldzugs Napoleons wurde der Kirchenstaat von französischen Truppen eingenommen und Latium erhielt eine republikanische Regierung nach dem Vorbild des Direktoriums der Französischen Revolution. Doch bereits 1799 machte der Erste Napoleonische Krieg der Republik ein Ende. 1801 hatte Papst Pius VII. Napoleon schließlich zum Einlenken gebracht, der nun den Kirchenstaat wiederherstellte. Doch wegen der Weigerung des Papstes, sich an einem Bündnis gegen Großbritannien zu beteiligen, besetzten den Kirchenstaat bereits 1807/08 erneut französische Truppen und 1809 wurde er von Napoleon für annektiert erklärt. Auf dem Wiener Kongress 1815 beschloss man seine Wiederherstellung. 1860 schlossen sich Umbrien und die Marken aus politischer, wirtschaftlicher und militärischer Unsicherheit dem eben entstandenen Königreich Italien an. 1870 wurde der inzwischen auf Latium beschränkte Kirchenstaat dem italienischen Nationalstaat einverleibt. Seit 1947 ist die Region Latium eine Verwaltungseinheit.

## Verwaltungsgliederung

Die Provinzen und die Metropolitanstadt Latiums

Latium besteht aus folgenden vier Provinzen und einer Metropolitanstadt:
| Provinz bzw. Metropolitanstadt | Hauptstadt | ISO   | Gemeinden | Einwohnerzahl (31. Dezember 2023) | Fläche (km²) | Bevölkerungs- dichte (Einw./km²) |
| ------------------------------ | ---------- | ----- | --------- | --------------------------------- | ------------ | -------------------------------- |
| Frosinone                      | Frosinone  | IT-FR | 91        | 464.789                           | 3.243,95     | 143                              |
| Latina                         | Latina     | IT-LT | 33        | 566.873                           | 2.256,16     | 251                              |
| Rieti                          | Rieti      | IT-RI | 73        | 149.988                           | 2.749,16     | 55                               |
| Rom                            | Rom        | IT-RM | 121       | 4.225.409                         | 5.351,81     | 790                              |
| Viterbo                        | Viterbo    | IT-VT | 60        | 307.686                           | 3.612,24     | 85                               |
| Latium                         | Rom        | IT-62 | 378       | 5.714.745                         | 17.207,68    | 332                              |

In der Region gibt es die folgenden Städte und größeren Gemeinden.
| Gemeinde            | Provinz   | Einwohnerzahl (31. Dezember 2023) |
| ------------------- | --------- | --------------------------------- |
| Rom                 | Rom       | 2.751.747                         |
| Latina              | Latina    | 127.859                           |
| Guidonia Montecelio | Rom       | 88.992                            |
| Fiumicino           | Rom       | 82.481                            |
| Aprilia             | Latina    | 74.470                            |
| Viterbo             | Viterbo   | 66.188                            |
| Pomezia             | Rom       | 64.451                            |
| Anzio               | Rom       | 59.633                            |
| Tivoli              | Rom       | 55.061                            |
| Velletri            | Rom       | 52.862                            |
| Civitavecchia       | Rom       | 51.697                            |
| Ardea               | Rom       | 50.292                            |
| Nettuno             | Rom       | 48.237                            |
| Marino              | Rom       | 46.404                            |
| Rieti               | Rieti     | 45.286                            |
| Terracina           | Latina    | 44.684                            |
| Frosinone           | Frosinone | 43.305                            |
| Monterotondo        | Rom       | 41.125                            |
| Ladispoli           | Rom       | 40.855                            |
| Albano Laziale      | Rom       | 39.773                            |
| Fondi               | Latina    | 39.760                            |
| Ciampino            | Rom       | 38.670                            |
| Cerveteri           | Rom       | 37.973                            |
| Formia              | Latina    | 36.883                            |
| Cisterna di Latina  | Latina    | 36.213                            |
| Cassino             | Frosinone | 35.091                            |
| Fonte Nuova         | Rom       | 32.719                            |
| Alatri              | Frosinone | 27.605                            |
| Sora                | Frosinone | 24.811                            |
| Sezze               | Latina    | 23.753                            |
| Genzano di Roma     | Rom       | 22.674                            |
| Frascati            | Rom       | 22.805                            |
| Mentana             | Rom       | 22.605                            |
| Ceccano             | Frosinone | 22.207                            |
| Anagni              | Frosinone | 20.627                            |
| Colleferro          | Rom       | 20.454                            |
| Grottaferrata       | Rom       | 20.356                            |
| Minturno            | Latina    | 20.389                            |
| Ferentino           | Frosinone | 20.048                            |
| Gaeta               | Latina    | 19.300                            |
| Veroli              | Frosinone | 19.543                            |

Stand: 31. Dezember 2023
Quelle: ISTAT

## Wirtschaft
Im Vergleich mit dem BIP der EU (ausgedrückt in Kaufkraftstandards) erreicht die Region 2015 einen Index von 110 (EU-28:100). Mit einem Wert von 0,890 erreicht Latium Platz 4 unter den 21 Regionen und autonomen Provinzen Italiens im Index der menschlichen Entwicklung.
Im Jahr 2017 betrug die Arbeitslosenquote 10,7 %.

## Tourismus
Neben Rom gelten als touristisch besonders reizvoll die Albaner Berge, die unterschiedlich großen Vulkanseen, von denen der Lago di Bracciano und der Lago di Bolsena im Dreiländereck Toskana/Umbrien/Latium die größten sind, sowie das südliche Latium, hier im Speziellen zum Beispiel das Kloster Monte Cassino, das im Zweiten Weltkrieg völlig zerstört, danach jedoch wiederaufgebaut wurde.